# Festung Ilava

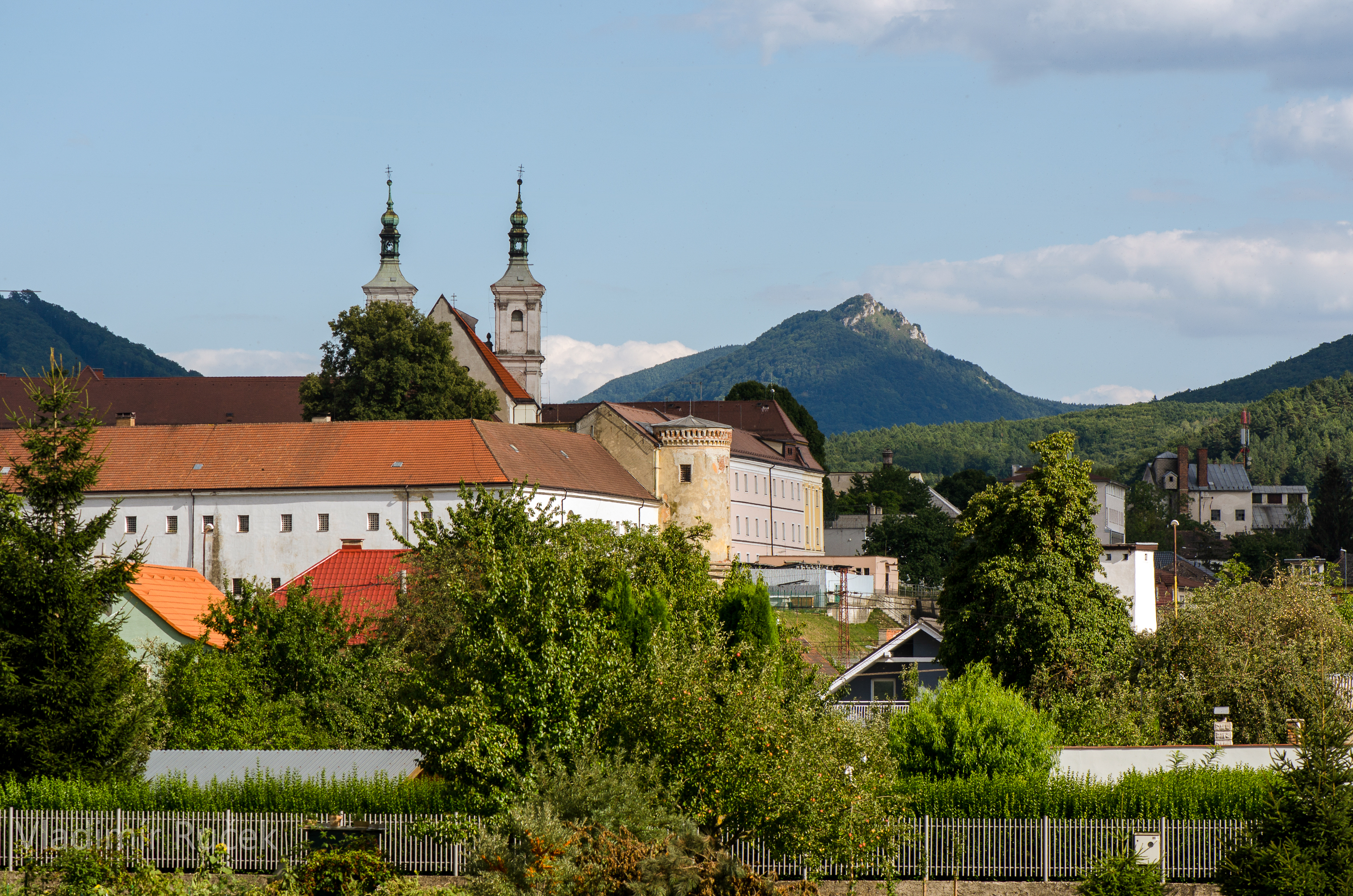
Blick auf die Festung mit der barocken Kirche

Die Festung Ilava (deutsch auch Festung Illau), auch Burg Ilava oder Burg Illau (slowakisch Ilavský hrad) liegt im Zentrum der nordwestslowakischen Stadt Ilava und wurde ursprünglich als gotische Burg errichtet. Seit 1856 ist die Festung Standort eines Gefängnisses.

## Geschichte
Zur Entstehungsgeschichte der Burg gibt es keine gesicherten Angaben: nach der Ansicht des neuzeitlichen Universalgelehrten Matthias Bel sollte hier bereits zur Zeit der Dynastie der Árpáden eine Grenzfestung existiert haben. Ältere Theorien sprechen den Bau dem Templerorden zu, so z. B. in den Werken des Historikers Damiani Fuxhoffer. Zum ersten Mal wurde die Burg erst 1446 schriftlich erwähnt, nach andere Quellen sollte sie bereits 1439 in einer Schenkungsurkunde aufgeführt worden. Über das genaue Aussehen weiß man so gut wie nichts, war aber eine Wasserburg und sicherte einerseits eine Furt über die Waag sowie das Städtchen selbst.
In der Folgezeit kam es zu relativ häufigen Besitzerwechseln, bis die Burg 1533 von Nikolaus Ostrosith (Ostrošić) erworben wurde. Die kroatischstämmige Familie Ostrosith ließ die Burg zu einer gegen die Osmanen ausgerichteten Festung ausbauen, aus der unteren Burg entstand ein Schloss als Sitz des Herrschaftsgebiets. Nachdem Matthias Ostrosith wegen mutmaßlicher Beteiligung an der Wesselényischen Verschwörung beschuldigt wurde, besetzte ein kaiserliches Heer die Festung und schleifte Teile von Wehranlagen. Nach der Konfiszierung seiner Güter wegen Sympathien zum Thököly-Aufstand im Jahr 1681 (1684?) verwaltete die Kammer eine Zeitlang die Festung, bevor sie 1693 an den Grafen Siegfried Christoph Breuner veräußert wurde. Zum Kauf nahm Breuner einen Kredit von György Szécsényi, dem damaligen Erzbischof von Gran, auf, der anschließend die obere Burg erhielt, während Breuner die untere Burg zum Herrschaftssitz umwidmete. Szécsényi lud anschließend den Trinitarierorden ein und stellte ihm die obere Burg zur Verfügung, die hier in einer langen Bauphase (bis 1753) eine barocke Kirche (1701–1722), ein Kloster sowie ein Spital errichteten.
Nach der Auflösung von religiösen Orden durch Joseph II. im Jahr 1783 stand das Kloster mit dem Spital leer, später arbeitete hier eine Manufaktur. 1805 erwarb das deutsche Adelsgeschlecht Königsegg das ehemalige Kloster und nutzte die untere Burg weiter als Wohnsitz. Die Familie Königsegg verkaufte 1855 die Gebäude an den Staat, der 1856 eine Strafanstalt einrichten ließ. Bis heute ist sie als Gefängnis Ilava in Betrieb, deshalb kann die Festung nicht besichtigt werden. Einzig die unmittelbar angrenzende barocke Allerheiligenkirche ist für die Öffentlichkeit zugänglich.